# Порро, Энрико
Энрико Порро (итал. Enrico Porro; 16 января 1885, Лоди-Веккьо — 14 марта 1967, Милан) — итальянский греко-римский борец, чемпион летних Олимпийских игр 1908.

## Биография
На Играх 1908 в Лондоне Порро соревновался в весовой категории до 66,6 кг. Он выиграл все свои четыре встречи и стал чемпионом, получив золотую медаль.
Также Порро принял участие в двух последующих Олимпийских играх. На Играх 1920 в Антверпене он дошёл до четвертьфинала в весе до 60 кг, а на Играх 1924 в Париже в весе до 62 кг проиграл в первом раунде, разделив 18-е место с ещё восемью спортсменами.